# Адмирал Зозуля (большой противолодочный корабль)
«Адмирал Зозуля» — советский ракетный крейсер (большой противолодочный корабль (БПК)) проекта 1134.

## История
Зачислен в списки кораблей ВМФ ВС Союза ССР 11 июня 1964 года.
Закладка корабля состоялась 26 июля 1964 года на судостроительном заводе имени А. А. Жданова (Северная верфь) в Ленинграде.
17 октября 1965 года корабль был спущен на воду. В апреле 1967 года начались испытания корабля в Балтийском море. 8 октября того же года вступил в строй и был включён в состав Краснознамённого Северного флота.
С декабря 1969 года по июнь 1970 года экипаж БПК «Адмирал Зозуля» оказывал помощь Вооружённым силам Египта.
Летом 1977 года корабль был переклассифицирован в ракетный крейсер.
9 октября 1986 года корабль был переведён в состав Балтийского флота.
24 сентября 1994 года был спущен Военно-морской флаг, корабль был выведен из состава ВМФ ВС СССР.